# سید محمد طباطبایی (نماینده)
سید محمد طباطبایی (۱۲۷۹ مشهد – ۱۳۵۱) روزنامه‌نگار و نمایندهٔ مجلس شورای ملی و مدت کوتاهی معاون پارلمانی نخست‌وزیر بود.

## روزنامه‌نگاری
اصالتاً تبریزی اما زاده مشهد و پدرش سید محمدباقر جلیل طباطبائی، مجتهد بود. او نیز به راه پدر رفت و در مدارس دینی مشهد و تهران تحصیل کرد. از اردیبهشت ۱۳۰۰ همزمان با قیام کلنل محمدتقی خان پسیان در خراسان، هفته‌نامه خراسان را در مشهد به مدت چهار سال منتشر کرد و در آن به حمایت از قیام پسیان پرداخت. هفته‌نامه خراسان مواضعی تند و انتقادی اتخاذ می‌کرد و مدیرش به همین سبب گهگاه محبوس یا تبعید می‌شد.
طباطبائی در سال ۱۳۰۴ به تهران رفت، عمامه از سر برداشت و کلاهی شد و روزنامه فریاد را انتشار داد که هفته‌ای دو شماره چاپ می‌شد. سپس به حزب تجدد به رهبری سید محمد تدین پیوست که از سردار سپه حمایت می‌کرد و در ارگان این حزب، روزنامه تجدد مشغول به کار شد که رضا شیخ‌العراقین‌زاده (معروف به رضا تجدد، برادر زین‌العابدین رهنما) مدیر مسئول آن بود. یک سال بعد از حزب تجدد جدا شد و از هفتم اردیبهشت ۱۳۰۶ روزنامه تجدد ایران را منتشر کرد که از سال ۱۳۱۰ همه روزه منتشر می‌شد و دفتر آن در خیابان شاه (جمهوری اسلامی کنونی) نزدیک میدان بهارستان بود. شیخ‌العراقین‌زاده همواره به نام این روزنامه اعتراض داشت.
با شهرتی که طباطبائی از انتشار روزنامه کسب کرد، در سال ۱۳۱۶ به نمایندگی ساوه در مجلس شورای ملی برگزیده شد (دوره یازدهم) در دو دوره بعد (تا سال ۱۳۲۲) نیز نماینده ساوه و در دوره پس از آن، نماینده سبزوار بود. نشریه طنز باباشمل در شماره ۱۱۸ خود در دهه بیست خورشیدی، او را چنین توصیف می‌کند:

«۴۶ سال عمر، گردن شق، قد کوتاه، صدا دورگ، یک تسبیح علامت حزب تجدد، آشنایی با السنه خارجی حتی ترکی، تشبه کامل به آقای سید ضیاء از لحاظ مقاله و سبک، مخالفت با جوانان لیسانسیه و تصدیق گرفته، [دارای] خانه و عیال و اولاد، یک باغ شمیرانی، یک اتوموبیل [با] شوفر [با] یک موتور فرسوده، یک بشکه آب برای موتور اتوموبیل [برای] هر کیلومتر، استفاده جوشاندن آب از موتور نامبرده، یک چاپخانه مستقل خریداری از اتفاقیه، صراحت و رکی زیاد، از رو نرفتن، قوه نطق و بیان، خونسردی زیاد، صمیمیت، لجاجت، خراجی، محل غیرمعلوم، غرور بی‌جا، نگاه تحقیرآمیز».

## استیضاح دولت سهیلی
طباطبائی در دوران رضا شاه به انتشار روزنامهٔ تجدد ایران با لحنی آرام‌تر ادامه داد اما پس از شهریور ۱۳۲۰ و اشغال ایران که به کناره‌گیری رضا شاه از سلطنت انجامید، لحن روزنامه او تند شد و با دولت‌های فروغی و سهیلی به مخالفت برخاست تا اینکه سرانجام در هجدهم اردیبهشت ۱۳۲۲ دولت سهیلی را استیضاح کرد.
طباطبائی دولت سهیلی را استیضاح کرد که به باور او، با تفسیر غیرقانونی مقررات حکومت نظامی که به سبب شرایط جنگی برقرار بود، بر مطبوعات فشار می‌آورد و همچنین اینکه با انتخاب دو تن از نمایندگان مجلس در دولت خود (اعتبارالدوله وزیر کشاورزی و سهام‌السلطان بیات وزیر دارایی) قانون مصوب ۲۲ تیر ۱۳۰۶ را زیر پا گذاشته بود که نمایندگان مجلس را در طول دوران نمایندگی از تصدی مشاغل دولتی ممنوع می‌کرد.
سهیلی در بیستم اردیبهشت در مجلس حاضر شد و به استیضاح پاسخ گفت. او اقدامات دولت خود در مورد مطبوعات را بر اساس قوانین مربوط به مطبوعات دانست و نه مقررات حکومت نظامی و در مورد انتخاب نمایندگان مجلس در دولت خود نیز به چند نمونه در دوران رضا شاه و پس از تصویب قانون سال ۱۳۰۶ اشاره کرد که نمایندگانی در دوره نمایندگی خود مشاغل دولتی گرفته بودند اما مجلس اعتراضی نکرده بود. سهیلی سپس خطاب به طباطبائی گفت: «حالا ممکن است آقا بفرمایند که اینها مال آن دوره است که جرأت حرف زدن نداشته‌اید» و سپس به سه مورد پس از شهریور ۱۳۲۰ اشاره کرد که نمایندگانی به استانداری و فرمانداری و معاونت نخست‌وزیر منصوب شده بودند، بی آنکه مجلس اعتراضی کند. او تلویحاً قانون مربوط به منع نمایندگان از تصدی مشاغل دولتی را بی‌اثر و ملغی قلمداد کرد. در پی استیضاح، مجلس با ۹۴ رأی موافق ۱۰۲ نماینده حاضر، به دولت سهیلی رأی اعتماد داد.

## اعلام جرم علیه تدین
طباطبائی در نخستین انتخاباتی که پس از شهریور ۱۳۲۰ و باز شدن فضای سیاسی در کشور برگزار شد (دوره چهاردهم)، در انتخاباتی جنجال‌برانگیز و در حالی که دکتر قاسم غنی رقیب او بود به نمایندگی سبزوار برگزیده شد. در اوائل همین دوره، علیه سید محمد تدین اعلام جرم کرد که در دولت علی سهیلی، وزیر خواروبار بود.
طباطبائی تدین را متهم کرد که در دوران وزارتش به آذربایجان رفته و بدون اعلام مناقصه، ۱۲۰ کیلو قند و شکر را در برابر پنج تن گندم برای دولت خریداری کرده‌است، در صورتی که به او پیشنهاد شده بوده که در مقابل هر تن گندم، ۷۵ کیلوگرم قند و شکر خریداری کند و بدین ترتیب، برای نفع شخصی، با احتساب کرایه حمل بار، به دولت، سه میلیون و دویست هزار تومان ضرر زده و علاوه بر آن، بدون رعایت مقررات قانونی، یک و نیم میلیون تومان چک صادر کرده‌است.
پرونده تدین برای تحقیق به کمیسیون دادگستری مجلس ارجاع شد، به طول انجامیدن رسیدگی به این پرونده در مجلس اعتراض‌هایی برانگیخت. یکی از جلساتی که این اعتراض‌ها مطرح شد و تنش آفرید، نشست سیزدهم اسفند ۱۳۲۳ بود که دکتر مصدق اصرار کرد مجلس رأی بدهد که پرونده تدین را پانزده روز به او بدهند تا مجرمیتش را اثبات کند. طباطبائی و شماری دیگر از نمایندگان به مصدق اعلام کردند که او قانوناً می‌تواند بدون رأی مجلس این پرونده را بگیرد. اعضای کمیسیون دادگستری نیز همین را تأیید کردند اما مصدق با پافشاری بر اینکه باید خواسته او با رأی مجلس عملی شود، به حال اعتراض جلسه را ترک کرد و هنگام خروج فریاد زد: «اینجا مجلس نیست. اینجا دزدگاه است».
طباطبائی نیز مصدق را «وقیح» خواند و گفت:

«ما اگر از روز اول جلو ایشان را می‌گرفتیم و نمی‌گذاشتیم که ایشان این پرت و پلاها را بگویند، امروز کار به اینجا نمی‌رسید. افسوس که به حساب اشخاص در این مملکت رسیدگی نمی‌شود تا معلوم شود که دزد کیست و چه کاره است و چه طور عقل عوام را می‌خواهد بدزدد. خود ایشان کارشان خراب‌تر از دزدهایی است که خیال می‌کنند. مگر ما الزام داریم که هر رطب و یابسی که جنابعالی می‌نویسید و از دماغ عجیب و غریب جنابعالی بیرون می‌آید گوش کنیم؟ بنده از آقای رئیس درخواست می‌کنم که بر طبق نظامنامه ایشان را دعوت کنند و بازخواست کنند و محاکمه کنند در قانون مجازات برای این قبیل بی‌ادبی‌ها، آن هم نسبت به قوه مقننه مملکت، تکلیف معین کرده و باید ایشان را مورد تعقیب قرار بدهید و البته بنده خاطر جمع هستم که ایشان هر قدر بی‌عقل باشند، دیگر به این مجلس تشریف نخواهند آورد».

چهار روز پس از این سخنان، در شب هفدهم اسفند ۱۳۲۳ عده‌ای به سید محمد طباطبائی حمله کردند و او را مضروب ساختند. سال بعد تدین که در پرونده دیگری نیز متهم به دخالت در انتخابات در دوران وزارت کشور خود بود، در دیوان عالی کشور محاکمه و سرانجام تبرئه شد.
در سال ۱۳۲۷ در زمان نخست‌وزیری محمد ساعد مراغه‌ای طباطبائی به معاونت پارلمانی نخست‌وزیر رسید ولی دیری نگذشت که استعفا کرد.
| انتخابات              | حوزهٔ انتخابیه | آرا    | کل آرا | نتیجه | منبع   |
| --------------------- | ------------- | ------ | ------ | ----- | ------ |
| مجلس شورای ملی (۱۳۱۶) | ساوه          | ۱۰٬۳۱۸ | ۱۰٬۵۹۰ | برنده | [ ۷ ]  |
| مجلس شورای ملی (۱۳۱۸) | ساوه          | ۱۲٬۵۵۴ | ۱۲٬۷۸۹ | برنده | [ ۸ ]  |
| مجلس شورای ملی (۱۳۲۰) | ساوه          | ۱۲٬۶۱۲ | ۱۲٬۷۷۴ | برنده | [ ۹ ]  |
| مجلس شورای ملی (۱۳۲۲) | سبزوار        | ۳٬۷۲۲  | ۶٬۴۷۴  | برنده | [ ۱۰ ] |

## یادداشت
1. ↑  شکایات عدیده‌ای دربارهٔ این انتخابات در این حوزهٔ انتخابیه صورت گرفت و آرای برخی از صندوق‌ها باطل شد. تصویب اعتبارنامهٔ او در مجلس نیز با حواشی فراوان همراه بود.